# Ібн Таймія
Ахмад Ібн Таймія (араб. أحمد ابن تيمية), відомий як Ібн Таймія (нар. 22 січня 1263 в Харрані — пом. 26 вересня 1328 в Дамаску) — арабський мусульманський теолог, суфій, правознавець ханбалійського мазгабу, критик нововведень в релігії, страх ашаритів та матуридитів; його прийнято пов'язувати з саляфізмом.
Викладав у дамаській медресе Ханбалія. Протягом життя через свій релігійний фанатизм і реформаторські прагнення, а також через конфлікти з правителями та їхніми підданими кілька разів потрапляв до ув'язнення. Боровся з «недозволеними нововведеннями», критикував спроби додавання в ісламське богослов'я елементів грецької філософії (фалсафа), раціоналізму каламу, культу «святих» тощо. В питанні опису Бога Ібн Таймія однаково відкидав і заперечення божественних атрибутів, і порівняння Аллаха з його творіннями, і символічно-алегоричне тлумачення священних текстів. У питаннях політики Ібн Таймія виступав за єдність держави і релігії, стверджував про необов'язковість халіфату і визнавав можливість існування одночасно більше одного халіфа. Його творча спадщина налічує близько 500 праць.
Викладав у дамаській медресе Ханбалія. Протягом життя через свій релігійний фанатизм і реформаторські прагнення, а також через конфлікти з правителями та їхніми підданими кілька разів потрапляв до ув'язнення. Боровся з «недозволеними нововведеннями», критикував спроби додавання в ісламське богослов'я елементів грецької філософії (фалсафа), раціоналізму каламу, культу «святих» тощо. В питанні опису Бога Ібн Таймія однаково відкидав і заперечення божественних атрибутів, і порівняння Аллаха з його творіннями, і символічно-алегоричне тлумачення священних текстів. У питаннях політики Ібн Таймія виступав за єдність держави і релігії, стверджував про необов'язковість халіфату і визнавав можливість існування одночасно більше одного халіфа. Його творча спадщина налічує близько 500 праць.